# Schotia
Genre
Classification phylogénétique
Tribu
Schotia est un genre de plantes à fleurs dicotylédones de la famille des Fabaceae, sous-famille des Caesalpinioideae, originaire d'Afrique australe, qui comprend quatre espèces acceptées.
Ce sont des arbres et arbustes qui poussent dans les bois et forêts, broussailles et fourrés d'épineux, souvent sur les rives des cours d'eau ou sur les termitières, du Mozambique à l'Afrique du Sud.

## Étymologie
Le nom générique, « Schotia », est un hommage à Richard van der Schot  (1733-1790), qui fut directeur des jardins impériaux du château de Schönbrunn et qui voyagea avec Nikolaus Joseph von Jacquin.

## Liste d'espèces
Selon The Plant List (10 novembre 2018) :
- Schotia afra (L.) Thunb.
- Schotia brachypetala Sond.
- Schotia capitata Bolle
- Schotia latifolia Jacq.